# Chaunus arunco
Rhinella arunco là một loài cóc trong họ Bufonidae. Chúng là loài đặc hữu của Chile.
Các môi trường sống tự nhiên của chúng là vùng đất có cây bụi nhiệt đới hoặc cận nhiệt đới, sông, sông có nước theo mùa, đầm nước ngọt, đầm nước ngọt có nước theo mùa, khu vực trữ nước, ao, ao nuôi trồng thủy sản, hố lộ thiên, và đất có tưới tiêu. Loài này đang bị đe dọa do mất nơi sống.